# Etixx-iHNed/Saison 2013

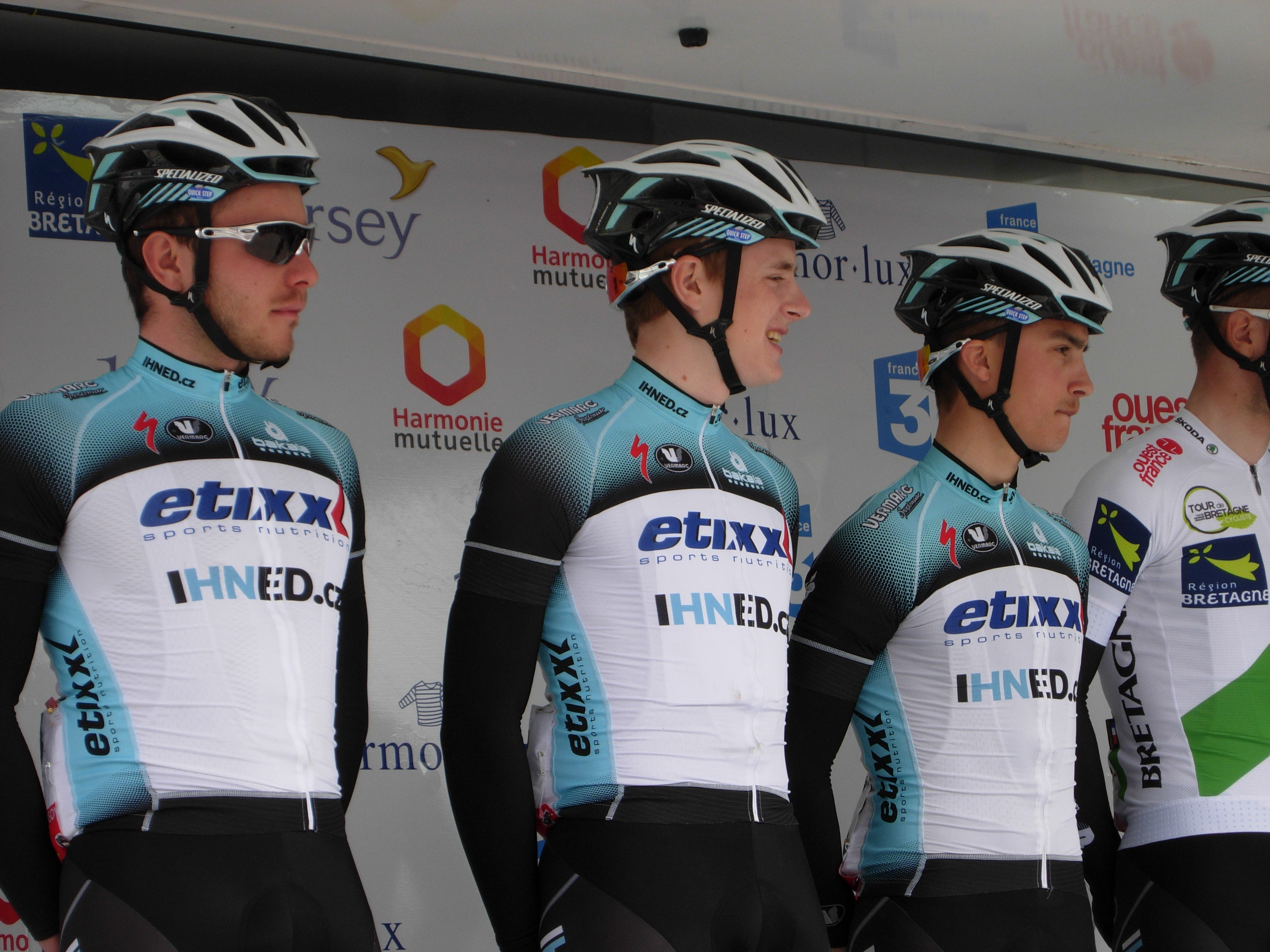
Das Radsportteam Etixx-iHNed bei der Tour de Bretagne 2013 vor der zweiten Etappe nach Ploemel

Dieser Artikel listet Erfolge und Fahrer des Radsportteams Etixx-iHNed in der Saison 2013 auf.

## Erfolge in der UCI Europe Tour
Bei den Rennen der UCI Europe Tour im Jahr 2013 gelangen dem Team nachstehende Erfolge.
| Datum           | Rennen                                              | Kat. | Fahrer             |
| --------------- | --------------------------------------------------- | ---- | ------------------ |
| 30. März        | 1. Etappe Boucle de l’Artois                        | 2.2  | Louis Verhelst     |
| 5. April        | 1. Etappe Circuit des Ardennes                      | 2.2  | Louis Verhelst     |
| 25. April       | 1. Etappe Tour de Bretagne                          | 2.2  | Louis Verhelst     |
| 28. April       | 4. Etappe Tour de Bretagne                          | 2.2  | Julian Alaphilippe |
| 2. Juni         | Grand Prix Südkärnten                               | 1.2  | Julian Alaphilippe |
| 4.–8. Juni      | Gesamtwertung Slowakei-Rundfahrt                    | 2.2  | Petr Vakoč         |
| 9. Juni         | 1. Etappe Thüringen-Rundfahrt                       | 2.2U | Łukasz Wiśniowski  |
| 11. Juni        | 3. Etappe Thüringen-Rundfahrt                       | 2.2U | Julian Alaphilippe |
| 20. Juni        | Polnische Meisterschaft – Einzelzeitfahren (U23)    | CN   | Łukasz Wiśniowski  |
| 22. Juni        | Polnische Meisterschaft – Straßenrennen (U23)       | CN   | Łukasz Wiśniowski  |
| 6. Juli         | 1. Etappe Vuelta a la Comunidad de Madrid (U23)     | 2.2U | Petr Vakoč         |
| 6.–7. Juli      | Gesamtwertung Vuelta a la Comunidad de Madrid (U23) | 2.2U | Petr Vakoč         |
| 14. Juli        | 4. Etappe Czech Cycling Tour                        | 2.2  | Petr Vakoč         |
| 10. August      | Memoriał Henryka Łasaka                             | 1.2  | Florian Sénéchal   |
| 17. August      | Grand Prix Královehradeckého Kraje                  | 1.2  | Petr Vakoč         |
| 6. September    | 2. Etappe Okolo Jižních Čech                        | 2.2  | Florian Sénéchal   |
| 5.–8. September | Gesamtwertung Okolo Jižních Čech                    | 2.2  | Florian Sénéchal   |

## Mannschaft
| Name               | Geburtstag       | Nationalität | Team 2012             |
| ------------------ | ---------------- | ------------ | --------------------- |
| Julian Alaphilippe | 11. Juni 1992    | Frankreich   | Neoprofi              |
| Dieter Bouvry      | 31. Juli 1992    | Belgien      | Neoprofi              |
| Karel Hník         | 9. August 1991   | Tschechien   | Sunweb-Revor          |
| Daniel Hoelgaard   | 1. Juli 1993     | Norwegen     | Neoprofi              |
| Markus Hoelgaard   | 4. Oktober 1994  | Norwegen     | Neoprofi              |
| Patrick Konrad     | 13. Oktober 1991 | Österreich   | Team Vorarlberg       |
| Tomáš Koudela      | 1. April 1992    | Tschechien   | Neoprofi              |
| Florian Sénéchal   | 10. Juli 1993    | Frankreich   | Neoprofi              |
| Samuel Spokes      | 16. April 1992   | Australien   | Neoprofi              |
| Petr Vakoč         | 11. Juli 1992    | Tschechien   | ASC Dukla Prag (2011) |
| Louis Verhelst     | 28. August 1990  | Belgien      | Neoprofi              |
| Łukasz Wiśniowski  | 7. Dezember 1991 | Polen        | Neoprofi              |
| Stagiaires         | Stagiaires       | Nationalität | Nationalität          |
| Josip Rumac        | Josip Rumac      | Kroatien     | Kroatien              |